# ASIAN PASSION〜アジアを駆ける日本人〜
『ASIAN PASSION〜アジアを駆ける日本人〜』（アジアン・パッション～アジアをかけるにっぽんじん～）は、九州・沖縄各県のNHKで2010年から3年間、計14回放送されたドキュメンタリー番組。

## 概要
アジア各地を舞台に、自分の夢を追いかける日本人の姿を取材し、福岡県出身の俳優・松重豊のナレーションに乗せて伝えた。開始初年度は『九州沖縄スペシャル』の一企画として内包されていたが、2011年度と2012年度は、独立番組として年数回放送された。
2013年度改編に伴い終了し、『ガチアジア』に生まれ変わった。

## 放送記録
| 回                                                                                 | 初回放送日                                                           | サブタイトル                                                         | 備考                                                                 |
| 2010年度 金曜 20:00〜20:43（『九州沖縄スペシャル』の企画として放送）               | 2010年度 金曜 20:00〜20:43（『九州沖縄スペシャル』の企画として放送） | 2010年度 金曜 20:00〜20:43（『九州沖縄スペシャル』の企画として放送） | 2010年度 金曜 20:00〜20:43（『九州沖縄スペシャル』の企画として放送） |
| ---------------------------------------------------------------------------------- | -------------------------------------------------------------------- | -------------------------------------------------------------------- | -------------------------------------------------------------------- |
| 01                                                                                 | 2010年05月14日                                                       | 上海ドリームをつかめ〜“和僑”たちの挑戦〜                             |                                                                      |
| 02                                                                                 | 2010年09月03日                                                       | 戦禍を越えて 前へ〜カンボジア 笑顔の向こう側〜                       |                                                                      |
| 03                                                                                 | 2010年11月05日                                                       | 日本発ポップカルチャー タイを笑顔に                                  |                                                                      |
| 04                                                                                 | 2011年03月04日                                                       | つながりを見つめ直して〜“親日”台湾での奮闘〜                         | [ 1 ]                                                                |
| 2011年度 同じ時間（『きん☆すた』枠で差し替え放送）                                 |                                                                      |                                                                      |                                                                      |
| 05                                                                                 | 2011年06月03日                                                       | 幸せの国のサッカー〜ブータン代表の日本人監督〜                       |                                                                      |
| 06                                                                                 | 2011年07月22日                                                       | 巨大中国市場を開け〜長崎を売り込む男たち〜                           |                                                                      |
| 07                                                                                 | 2011年10月21日                                                       | 草原の国に光を〜近代化進むモンゴルは今〜                             |                                                                      |
| 08                                                                                 | 2011年11月18日                                                       | 勝者は誰だ“食戦争”最前線〜香港・食にかける熊本の男たち〜             |                                                                      |
| 09                                                                                 | 2012年01月27日                                                       | 大洪水から復旧せよ〜タイ・日系企業の奮闘〜                           |                                                                      |
| 10                                                                                 | 2012年03月16日                                                       | 目指すは“メイド･イン･ベトナム”                                       |                                                                      |
| 2012年度 水曜（第13回は月曜） 22:00〜22:43（主に『歴史秘話ヒストリア』を差し替え） |                                                                      |                                                                      |                                                                      |
| 11                                                                                 | 2012年06月06日                                                       | 海を渡った三四郎たち〜ラオス 日本人柔道家の挑戦〜                    |                                                                      |
| 12                                                                                 | 2012年09月26日                                                       | 激戦！英会話ビジネス〜アジアの英語大国 フィリピンは今〜              |                                                                      |
| 13                                                                                 | 2013年03月25日                                                       | アート・バブル！シンガポール！〜国立ギャラリー設立への道のり〜       |                                                                      |
| 14                                                                                 | 2013年03月27日                                                       | ヒ素汚染水から未来の水へ～バングラデシュ～                           |                                                                      |

## 出演者
- 松重豊（ナレーション・福岡県出身の俳優）

## テーマ曲
- S.E.N.S.（作曲）